# Буковський Анатолій Сергійович
Анатолій Сергійович Буковський (17 листопада 1925, м. Балашов (нині Саратовська область), Російська РФСР — 19 вересня 2006, Київ, Україна) — радянський та український кінорежисер, актор, сценарист. Член НСКінУ (1969). Заслужений діяч мистецтв Української РСР (1983).

## Біографія
Учасник Німецько-радянської війни. Гвардії лейтенант, командир взводу розвідки штабної батареї 188 гвардійського артполку 85 гвардійської стрілецької Ризької дивізії. Був поранений. Нагороджений орденами.
Закінчив студію при Саратовському драматичному театрі ім. Карла Маркса (1949) та режисерський факультет Київського державного інституту театрального мистецтва ім. І. Карпенка-Карого (1958; майстерня В. Нелле).
У 1949—1953 рр. працював актором в театрах Саратова, Тбілісі, Душанбе.
З 1958 року — другий режисер (в групах М. Маевської, В. Денисенка, І. Шмарука, В. Іванова та ін.) і режисер-постановник Київської кіностудії художніх фільмів імени Олександра Довженка.
Був членом Національної спілки кінематографістів України (з 1969).
Родина:
- Дружина: Ніна Антонова — українська актриса, Заслужена артистка УРСР.
  - Син: Сергій Буковський — український режисер документального кіно, Народний артист України (2008).
    - Онука: Анастасія Буковська — українська режисерка та продюсерка[2].

## Фільмографія
Другий режисер:
- «Олекса Довбуш» (1959)
- «Військова таємниця» (1959)
- «Роман і Франческа» (1960) та ін.

Режисер-постановник:
- «Серед добрих людей» (1962, співавт.)
- «Сумка, повна сердець» (1964)
- «Бур'ян» (1966, за однойм. романом А. Головка)
- «Варчина земля» (1969, т/ф, 4 серії; диплом за найкращий багатосерійний кольоровий художній фільм 2-го Всесоюзного фестивалю телевізійних фільмів в Москві, 1969)
- «Лада з країни Берендеїв» (1971)
- «Тут нам жити» (1972)
- «Небо—земля—небо» (1975, співавт. сценар.)
- «Підпільний обком діє» (1978, т/ф, 4 серії)
- «Пора літніх гроз» (1980)
- «Візит у Ковалівку» (1980, співавт. сценар.)
- «Провал операції „Велика Ведмедиця“» (1982, співавт. сценар. з Л. Корнешовим)
- «Володчине життя» (1984, автор сценар. за повістю Анатолія Буковського та Володимира Федорова «Усе Володчине життя»)
- «Повернення» (1987)
- «Особиста зброя» (1991, співавт. сценарію)